# Jack Dennis
Jack B. Dennis (Elizabeth (Nova Jersey), 13 de outubro de 1931) é um cientista da computação estadunidense.
É professor aposentado do Instituto de Tecnologia de Massachusetts (MIT).